# Eneadecaedru
Un eneadecaedru este un poliedru cu 19 fețe. Niciun eneadecaedru nu este regulat.
Există numeroase forme topologic distincte ale unui eneadecaedru, de exemplu piramida octodecagonală (cu 18 fețe laterale), sau prisma heptadecagonală (cu 17 fețe laterale). Aceasta din urmă este singurul eneadecaedru convex cu toate fețele poligonale regulate.

## Eneadecaedre convexe
Există multe eneadecaedre convexe distincte din punct de vedere topologic, excluzând imaginile în oglindă, având cel puțin 12 vârfuri. Două poliedre sunt „topologic distincte” dacă au aranjamente intrinseci diferite ale fețelor și vârfurilor, astfel încât să fie imposibil să se obțină unul prin distorsionarea celuilalt, doar schimbând lungimile laturilor sau unghiurilor dintre laturi sau fețe.
|                        |                         |                                  |                                                             |                                          |
| Prismă heptadecagonală | Piramidă octodecagonală | Piramidă hexagonală giroalungită | Piramidă hexagonală giroalungită (poliedru aproape Johnson) | Dualul tridecaedrului care umple spațiul |

Alte exemple:
- Piramidă eneagonală alungită;
- Bipiramida eneagonală trunchiată la un apex;
- Eneadecaedrul neregulat „nr.4”, având 4 fețe heptagonale, 4 hexagonale, 6 pentagonale și 5 patrulatere.[2]

Prin deformări simple se pot obține și alte eneadecaedre, de exemplu din piramida eneagonală alungită se obține o formă la care alungirea este un trunchi de piramidă eneagonal.

### Poliedre monostatice
Poliedrele monostatice formează o clasă de poliedre convexe care sunt în echilibru stabil doar când sunt așezate pe o singură față a lor. Clasa a fost descrisă în 1969, iar primul poliedru monostatic cunoscut a fost un eneadecaedru obținut dintr-o prismă heptadecagonală trunchiată oblic la capete.

## Eneadecaedre neconvexe
Există și eneadecaedre neconvexe, de exemplu piramida eneagramică augmentată sau bipiramida eneagramică trunchiată la un apex.